# The Orioles
The Orioles war eine Rhythm-’n’-Blues- bzw. Doo-Wop-Band der späten 1940er und frühen 1950er Jahre, die als erste schwarze R&B-Gesangsgruppe überhaupt gilt.
Die Band wurde 1947 in Baltimore von Sonny Til, Alexander Sharp, George Nelson, Johnny Reed und Tommy Gaither als The Vibranaires gegründet, zu einem Zeitpunkt, als alle Mitglieder der Gruppe noch Teenager waren. Schon bald wurde Songwriterin Deborah Chessler auf die Vibranaires aufmerksam und bot sich an, ihr Bandmanager zu werden. Sie war es auch, die für die Band einen Auftritt in Arthur Godfreys TV-Show Talent Scouts organisierte. Nachdem George Shearing sich geweigert hatte, die fünf Musiker zu produzieren, erschien als Alternative Jerry Blaine auf der Bildfläche, der die Vibranaires 1948 für sein eigenes Label It’s a Natural Records verpflichtete.
Die Band nannte sich von nun an The Orioles und nahm im Juli 1948 den Chessler-Song It’s Soon to Know auf. Da Blaine der Name seines neuen It’s a Natural-Labels nicht gefiel, erschien die Single stattdessen auf Jubilee Records. It’s Soon to Know kam an die Spitze der R&B-Charts und sogar auf Platz 13 der Pop-Charts und war damit der erste Song einer schwarzen Band, der es bis in die Pop-Charts schaffte. Der Song gilt als die allererste Doo-Wop-Nummer, weil er alle stilbildenden Elemente dieses Musikgenres enthält. Im Dezember erschien dann (It’s Gonna Be a) Lonely Christmas, der Song kam immerhin in die R&B-Top 10.

Orioles – Crying In The Chapel

1949 regnete es dann Hits für die Orioles. Tell Me So, A Kiss and a Rose, I Challenge Your Kiss, Forgive and Forget, eine Neuveröffentlichung von (It’s Gonna Be a) Lonely Christmas und What Are You Doing New Year’s Eve kamen alle in die R&B-Top 15. Doch das Folgejahr sollte ein schwarzes in der Bandgeschichte werden. Bei einem Autounfall kam Gaither ums Leben, Nelson und Reed wurden schwer verletzt. Nelson verließ die Band Ende des Jahres, Reed erholte sich wieder. Als Ersatz kamen Ralph Williams und Greg Carroll († 2013).
Erst 1952 hatte die Band in der neuen Besetzung einen weiteren Hit. Baby Please Don’t Go machte eine Nummer 8 in den R&B-Charts. Im Juli 1953 veröffentlichte die Band dann ihren größten Hit mit Crying in the Chapel, später von Elvis Presley gecovert, hielt sich fünf Wochen lang in den R&B-Charts und scheiterte in den Pop-Charts nur knapp an den Top 10. Ende des Jahres hatten die Orioles mit In the Mission of St. Augustine ihren letzten Hit. 1954 lösten sie sich dann auf, als Reed und Sharp die Band verließen, um sich den Ink Spots anzuschließen.
Sonny Til organisierte später noch einige Umbesetzungen in der Band, ohne dass hieraus noch einmal Hitparaden-Erfolge entstanden. 1995 wurden die Orioles in der Kategorie „Early Influences“ in die Rock and Roll Hall of Fame aufgenommen, 1998 folgte die Aufnahme in die Vocal Group Hall of Fame.

## Diskografie (Auswahl; mit Erscheinungsdatum)
IT’S A NATURAL:
- Barbra Lee / It’s Too Soon To Know (5000), Juli 1948

JUBILEE Records:
- Barbra Lee / It’s Too Soon To Know (5000), Oktober 1948
- To Be To You / (It’s Gonna Be A) Lonely Xmas (5001), November 1948
- To Be To You / Dare To Dream (5001A), Januar 1949
- It Seems So Long Ago / Please Give My Heart A Break (5002), Februar 1949
- Deacon Jones / Tell Me So (5005), April 1949
- Donkey Serenade / I Challenge Your Kiss (5008), Juni 1949
- It’s A Cold Summer /  A Kiss And A Rose (5009), August 1949
- So Much / Forgive And Forget (5016), Oktober 1949
- (It’s Gonna Be A) Lonely Xmas / What Are You Doing New Year’s Eve? (5017), November 1949
- At Night / Every Dog-Gone Time (5025), März 1950
- You’re Gone / Everything They Said Came True (5028), Juni 1950
- The Lord’s Prayer / Oh Holy Night (5045), November 1950
- Happy Go Lucky Local Blues / Pal Of Mine (5055), April 1951
- Baby, Please Don’t Go / Don’t Tell Her What’s Happened To Me (5065), Oktober 1951
- How Blind Can You Be / When You’re Not Around (5071), Dezember 1951
- Waiting / It’s Over Because We’re Through (5082), April 1952
- Don’t Cry Baby / See See Rider (5092), August 1952
- Hold Me, Thrill Me, Kiss Me / Teardrops On My Pillow (5108), Februar 1953
- I Cover The Waterfront / One More Time (5120), Juni 1953
- Crying In The Chapel / Don’t You Think I Ought To Know (5122), Juli 1953
- In The Mission Of St Augustine / (Please) Write And Tell Me Why (5127), September 1953
- Runaround / Count Your Blessings Instead of Sheep (5172), November 1954
- Don’t Go To Strangers / Angel (5231), Januar 1956

VEE-JAY Records:
- Happy Till The Letter / I Just Got Lucky (196), Mai 1956
- For All We Know / Never Leave Me Baby (228), November 1956
- Sugar Girl / Didn’t I Say (244), April 1957

ABNER Records:
- Sugar Girl / Didn’t I Say (1016), August 1958

JUBILEE Records:
- Tell Me So / At Night (5363), Februar 1959
- Crying In The Chapel (mit Chor, remake) / Forgive And Forget (6001), August 1959
- Come On Home (mit den HELEN WAY SINGERS) / The First Of Summer (5384), Februar 1960

CHARLIE PARKER-Records:
- Secret Love / The Wobble (211), Oktober 1962
- I Miss You So / Hey! Little Woman (219), Februar 1963

LANA-Records:
- What Are You Doing New Year’s Eve / Crying In The Chapel (109), Dezember 1964